# Az Edelweiss Air úti céljai
2022 szeptemberében, a svájci szabadidős légitársaság, az Edelweiss Air öt kontinenst szolgált ki:

## Fordítás
Ez a szócikk részben vagy egészben  a   List of Edelweiss Air destinations című angol Wikipédia-szócikk ezen változatának fordításán alapul.  Az eredeti cikk szerkesztőit annak laptörténete sorolja fel. Ez a jelzés csupán a megfogalmazás eredetét és a szerzői jogokat jelzi, nem szolgál a cikkben szereplő információk forrásmegjelöléseként.